# Lajedinho
Lajedinho este un oraș în statul Bahia (BA) din Brazilia.